# X Большой Медведицы
X Большой Медведицы (лат. X Ursae Majoris), HD 73507 — одиночная переменная звезда в созвездии Большой Медведицы на расстоянии (вычисленном из значения параллакса) приблизительно 6138 световых лет (около 1882 парсеков) от Солнца. Видимая звёздная величина звезды — от +14,8m до +8,1m.

## Характеристики
X Большой Медведицы — красная пульсирующая переменная звезда, мирида (M) спектрального класса M3e-M4e или Md.